# جغرافيا صوماليلاند
أرض الصومال هي دولة ذات سيادة غير معترف بها في القرن الأفريقي، وتعتبر دوليًا جزءًا من الصومال.

## الحدود الدولية
يحد صوماليلاند المحيط الهندي (خليج عدن) من الشمال حتى الحدود البحرية مع الجمهورية اليمنية وجمهورية الصومال الفيدرالية من الشرق، وجمهورية إثيوبيا الفيدرالية من الجنوب والغرب وجمهورية جيبوتي من الشمال الغربي.

## الطبوغرافيا
تتكون صوماليلاند من ثلاث مناطق طوبوغرافية: السهل الساحلي (جوبان)، سلسلة الجبال (أوغو) والهضبة (هاود). يقع السهل الساحلي «جوبان» بين البحر وسلسلة الجبال المعروفة باسم «جوليس». هذا شريط ضيق وجاف من اليابسة على الساحل وهو شديد الحرارة ومن هنا جاء اسم «غوبان» الذي يعني «المحترق» باللغة الصومالية.

## مناخ

خريطة أصوماليلاند من تصنيف مناخ كوبن.
مناخ شبه قاحل مناخ شبه جاف المناخ القاحل

تقع صوماليلاند شمال خط الاستواء. إنها شبه قاحلة. يتراوح متوسط درجات الحرارة اليومية من 25 درجة مئوية إلى 35 درجة مئوية.
يتم تصنيف أرض الصومال إلى ثلاث مناطق مناخية رئيسية عبر المناطق. وتشمل هذه؛ (أ) المنطقة الصحراوية بشكل رئيسي على طول الحزام الساحلي، (ب) المنطقة القاحلة للغاية في المناطق الوسطى والغربية، (ج) المنطقة شبه القاحلة في الأجزاء السفلية من أودال وماروديجيكس الحالية. تتلقى المناطق الأخيرة أفضل هطول للأمطار يصل إلى 500 إلى 600 ملم سنويًا، وتأتي مناطق توغدير وسول وسناج بعد ذلك بقيم هطول الأمطار من 100 إلى 400 ملم سنويًا. يتميز الحزام الساحلي وجيب صغير من المنطقة الواقعة جنوب منطقة سول بانخفاض شديد في هطول الأمطار بقيم أقل من 100 ملم في السنة.
تخضع أرض الصومال لأربعة فصول يستمر كل منها ثلاثة أشهر. شتاء (جيلال) هو فصل جاف يحدث من ديسمبر إلى منتصف مارس. الربيع (Gu ') هو موسم الأمطار الطويل، ويستمر من أواخر مارس إلى منتصف يونيو. صيف (Xagaa) هو الموسم الثالث ويحدث من أواخر يونيو إلى منتصف سبتمبر. الخريف أو الخريف (الدير) هو فصل ممطر آخر ولكنه أقل وفرة بكثير من فصل الربيع في أجزاء كثيرة من البلاد، وخاصة الغرب الذي يعوضه زخات «كاران» في الشتاء.

## استخدام الأراضي
تُستخدم حاليًا نسبة 3 في المائة فقط من الأراضي لإنتاج المحاصيل، و 7 في المائة أخرى يمكن استخدامها للزراعة.10 ويستخدم حوالي 60 في المائة من الأرض فقط للرعي بما في ذلك الرعي المزروع وحوالي 40 في المائة لإنتاج المحاصيل حيث الزراعة البعلية يمارس.

## الساحل

المياه الإقليمية لأرض الصومال

يقع ساحل صوماليلاند شمال خط الاستواء بين خطي عرض 10.0 شمالاً وخط عرض 11.0 شمالاً وبين خطي طول 43. 15 / شرقاً وخط طول 49.0 شرقاً في خليج عدن. تمتد على 856 كم مع منطقة اقتصادية خالصة (EEZ) تبلغ مساحتها حوالي 70 ألف كيلومتر مربع.